# Sjeidinjunis
Sjeidinjunis är en kulle i Finland. Den ligger i Utsjoki kommun i landskapet Lappland, i den norra delen av landet, 1 100 km norr om huvudstaden Helsingfors. Toppen på Sjeidinjunis är 491 meter över havet, eller 227 meter över den omgivande terrängen. Bredden vid basen är 4,8 km. Sjeidinjunis ingår i Paistunturit.
Terrängen runt Sjeidinjunis är kuperad åt nordväst, men åt sydost är den platt.  Trakten runt Sjeidinjunis är nära nog obefolkad, med mindre än två invånare per kvadratkilometer. Omgivningarna runt Sjeidinjunis är i huvudsak ett öppet busklandskap.